# Olvido motivado
El olvido motivado es un comportamiento psicológico teorizado en el que las personas pueden olvidar recuerdos no deseados, ya sea de forma consciente o inconsciente. Es un ejemplo de mecanismo de defensa, ya que se trata de técnicas de afrontamiento inconscientes o conscientes utilizadas para reducir la ansiedad derivada de impulsos inaceptables o potencialmente perjudiciales, por lo que, en cierto modo, puede ser un mecanismo de defensa. Los mecanismos de defensa no deben confundirse con las estrategias de afrontamiento conscientes.
La supresión de pensamientos es un método con el que las personas se protegen bloqueando la evocación de estos recuerdos que provocan ansiedad. Por ejemplo, si algo recuerda a una persona un suceso desagradable, su mente puede desviarse hacia temas no relacionados. Esto podría inducir al olvido sin ser generado por una intención de olvidar, lo que lo convierte en una acción motivada. Hay dos clases principales de olvido motivado: la represión psicológica es un acto inconsciente, mientras que la supresión del pensamiento es una forma consciente de excluir pensamientos y recuerdos de la conciencia.

## Historia

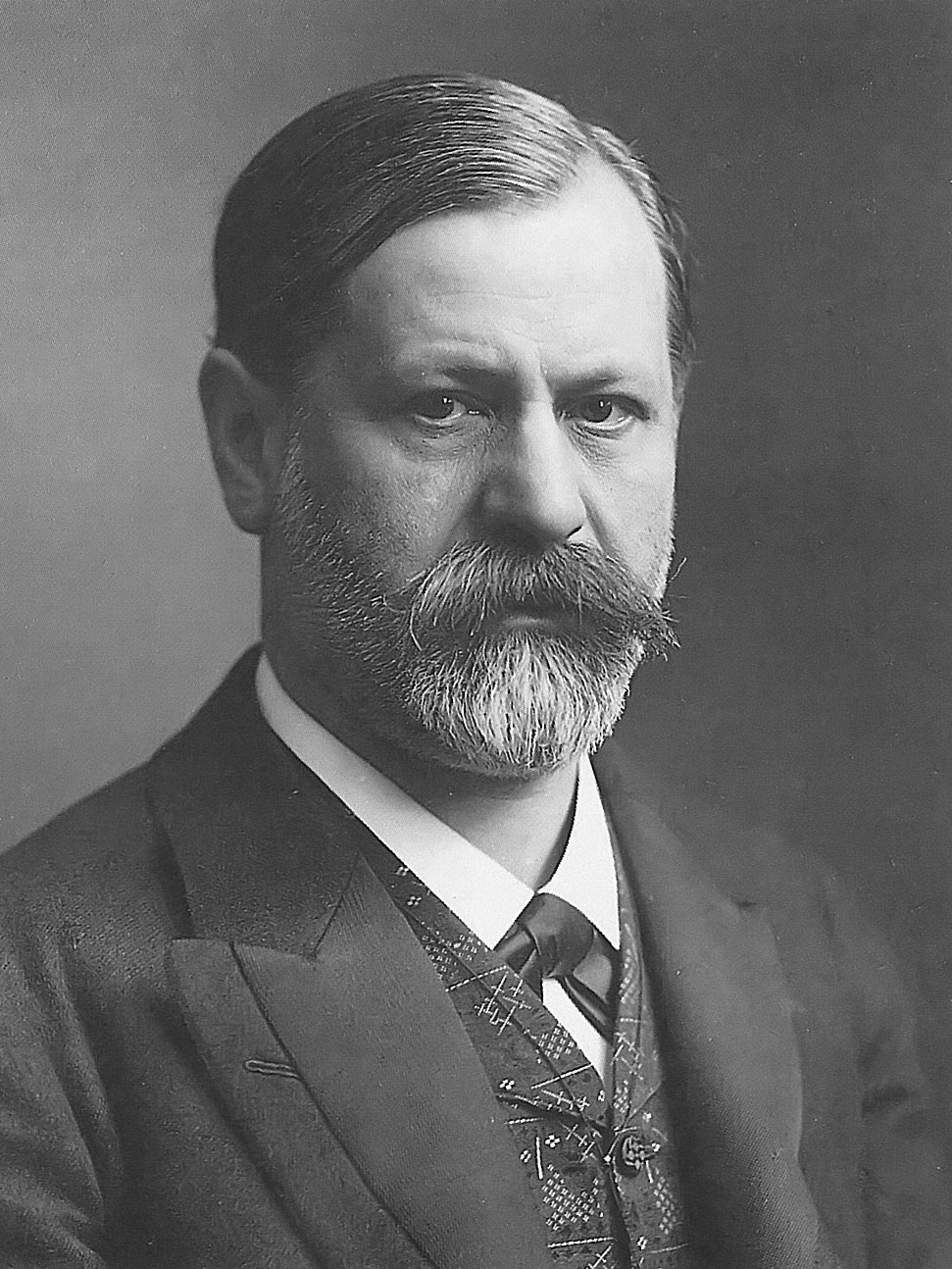
Sigmund Freud

El neurólogo Jean-Martin Charcot fue el primero en investigar la histeria como trastorno psicológico a finales del siglo XIX. Sigmund Freud, Joseph Breuer y Pierre Janet continuaron con la investigación que Charcot inició sobre la histeria. Estos tres psicólogos determinaron que la histeria era una reacción emocional intensa a algún tipo de perturbación psicológica grave, y propusieron que el incesto y otros traumas sexuales eran la causa más probable de la histeria. El tratamiento que acordaron Freud, Breuer y Pierre se denominó la cura hablada y era un método para animar a los pacientes a recuperar y hablar de sus recuerdos dolorosos. Durante esta época, Janet creó el término disociación, que se refiere a la falta de integración entre varios recuerdos. Utilizó disociación para describir la forma en que los recuerdos traumatizantes se almacenan separados de otros recuerdos.
La idea del olvido motivado surgió con el filósofo Friedrich Nietzsche en 1894. Nietzsche y Sigmund Freud tenían puntos de vista similares sobre la idea de la represión de los recuerdos como forma de autoconservación. Nietzsche escribió que el hombre debe olvidar para poder avanzar. Afirmó que este proceso es activo, en el sentido de que olvidamos acontecimientos concretos como mecanismo de defensa.
La publicación del famoso artículo de Freud, "La etiología de la histeria", en 1896, dio lugar a una gran controversia en torno al tema de estos recuerdos traumáticos. Freud afirmaba que las neurosis estaban causadas por recuerdos sexuales reprimidos, lo que sugería que el incesto y el abuso sexual debían ser comunes en toda la Europa de clase alta y media. La comunidad psicológica no aceptó las ideas de Freud, y pasaron años sin que se investigara más sobre el tema.
Fue durante la Primera y la Segunda Guerra Mundial cuando volvió a despertarse el interés por las alteraciones de la memoria. Durante esta época, aparecieron muchos casos de pérdida de memoria entre los veteranos de guerra, especialmente entre los que habían sufrido neurosis de guerra. La hipnosis y los fármacos se hicieron populares para el tratamiento de la histeria durante la guerra. El término trastorno de estrés postraumático (TEPT) se introdujo tras la aparición de casos similares de alteraciones de la memoria en veteranos de la guerra de Corea. El olvido, o la incapacidad de recordar una parte de un suceso traumático, se consideró un factor clave para el diagnóstico del TEPT.
Ann Burgess y Lynda Holmstrom estudiaron la pérdida de memoria relacionada con el trauma en víctimas de violación durante la década de 1970. Esto inició una gran avalancha de historias relacionadas con el abuso sexual en la infancia. Hubo que esperar hasta 1980 para determinar que la pérdida de memoria debida a todos los traumas graves era el mismo conjunto de procesos.
La Fundación Síndrome de Falsa Memoria (FMSF, por sus siglas en inglés) se creó en 1992 como respuesta al gran número de recuerdos que se afirmaba que se habían recuperado. La FMSF se creó para oponerse a la idea de que los recuerdos pudieran recuperarse mediante técnicas específicas; en su lugar, sus miembros creían que los "recuerdos" eran en realidad confabulaciones creadas mediante el uso inadecuado de técnicas como la hipnosis.

## Teorías
Existen muchas teorías relacionadas con el proceso del olvido motivado.
La principal teoría, la del olvido motivado, sugiere que las personas olvidan las cosas porque no quieren recordarlas o por otra razón concreta. Los recuerdos dolorosos y perturbadores se vuelven inconscientes y muy difíciles de recuperar, pero permanecen almacenados. La supresión de la recuperación (la capacidad de utilizar el control inhibitorio para evitar que los recuerdos vuelvan a la conciencia) es una forma de detener la recuperación de recuerdos desagradables mediante el control cognitivo. Anderson y Green probaron esta teoría con el paradigma Pensar/No-Pensar.
La teoría del deterioro es otra teoría del olvido que se refiere a la pérdida de memoria con el paso del tiempo. Cuando la información entra en la memoria, las neuronas se activan. Estos recuerdos se conservan mientras las neuronas permanezcan activas. La activación puede mantenerse mediante el ensayo o el recuerdo frecuente. Si la activación no se mantiene, el rastro de memoria se desvanece y decae. Esto suele ocurrir en la memoria a corto plazo. La teoría del deterioro es un tema controvertido entre los psicólogos modernos. Bahrick y Hall no están de acuerdo con ella. Han afirmado que las personas pueden recordar el álgebra que aprendieron en la escuela incluso años después. Un curso de repaso devolvió su destreza a un nivel alto relativamente rápido. Estos hallazgos sugieren que la teoría de la decadencia de la memoria humana puede tener más fundamento.
Otra teoría del olvido motivado es la teoría de la interferencia, que postula que el aprendizaje posterior puede interferir y degradar los recuerdos de una persona. Esta teoría se puso a prueba dando a los participantes diez sílabas sin sentido. Algunos de los participantes se durmieron después de ver las sílabas, mientras que los demás siguieron con su día habitual. Los resultados de este experimento mostraron que las personas que permanecieron despiertas recordaban mal las sílabas, mientras que los participantes que durmieron las recordaban mejor. Esto podría deberse a que los sujetos que dormían no sufrieron interferencias durante el experimento, mientras que los demás sí. Hay dos tipos de interferencia: la interferencia proactiva y la interferencia retroactiva. La interferencia proactiva se produce cuando no se puede aprender una tarea nueva debido a la interferencia de una tarea antigua que ya se ha aprendido. Se han realizado investigaciones que demuestran que los alumnos que estudian asignaturas similares al mismo tiempo suelen experimentar interferencias. La interferencia retroactiva se produce cuando se olvida una tarea aprendida anteriormente debido al aprendizaje de una tarea nueva.
La teoría de la Gestalt sobre el olvido, creada por la psicología Gestalt, sugiere que los recuerdos se olvidan por distorsión. También se denomina síndrome del falso recuerdo. Esta teoría afirma que cuando los recuerdos carecen de detalles, se introduce otra información para que el recuerdo sea un todo. Esto conduce a la evocación incorrecta de los recuerdos.

## Críticas
El término memoria recuperada, también conocido en algunos casos como falsa memoria, se refiere a la teoría de que algunos recuerdos pueden ser reprimidos por un individuo y recuperados posteriormente. Los recuerdos recuperados se utilizan a menudo como prueba en un caso en el que el acusado está acusado de abusos sexuales o de cualquier otra forma de abuso infantil, y recientemente ha recuperado un recuerdo reprimido del abuso. Esto ha creado mucha controversia, y a medida que aumenta el uso de esta forma de prueba en los tribunales, ha surgido la cuestión de si realmente existen o no los recuerdos recuperados. En un esfuerzo por determinar la facticidad de los recuerdos falsos, varios laboratorios han desarrollado paradigmas para probar si se pueden implantar o no recuerdos reprimidos falsos en un sujeto. Como resultado, se desarrolló el paradigma verbal. Este paradigma dicta que si a alguien se le presenta una serie de palabras asociadas a una sola palabra no presentada, entonces es probable que recuerde falsamente esa palabra tal y como se le presentó.
Similar al paradigma verbal es la teoría de la representación borrosa (FTT por sus siglas en inglés), que dicta que uno codifica dos cosas distintas sobre un recuerdo: la información real en sí y la información semántica que la rodea (o lo esencial). Si se nos da una serie de información semántica en torno a un suceso falso, como la hora y el lugar, es más probable que recordemos falsamente un suceso como ocurrido. Vinculada a esto está la teoría de la supervisión de la fuente, que, entre otras cosas, dicta que los sucesos emocionalmente destacados tienden a aumentar la potencia del recuerdo que se forma a partir de dicho suceso. La emoción también debilita nuestra capacidad de recordar la fuente del suceso. La monitorización de la fuente está centralizada en el córtex del cíngulo anterior.
La terapia de memoria reprimida ha sido muy criticada, ya que se dice que sigue técnicas muy similares a las que se utilizan para implantar intencionadamente un recuerdo en un adulto. Entre ellas se incluyen: hacer preguntas sobre la esencia de un suceso, crear imágenes sobre dicha esencia e intentar descubrir el suceso a partir de ahí. Si a esto añadimos que la mayoría de los recuerdos reprimidos son emocionalmente salientes, la probabilidad de confusión de la fuente es alta. Uno podría suponer que un caso de abuso infantil del que ha oído hablar le ocurrió realmente, recordándolo con las imágenes establecidas mediante la terapia.

## Represión

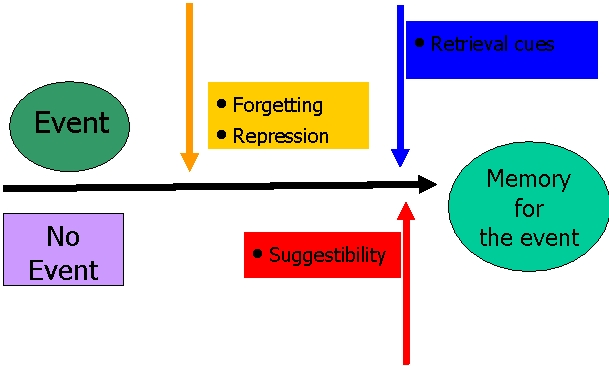
Efectos de la represión en la consolidación de la memoria

La idea de la represión psicológica se desarrolló en 1915 como un mecanismo defensivo automático basado en el modelo psicoanalítico de Sigmund Freud, según el cual las personas empujan inconscientemente a su inconsciente pensamientos y sentimientos desagradables o intolerables.
Cuando se nos presentan situaciones o recuerdos a los que no podemos hacer frente, los apartamos. Se trata de un mecanismo de defensa primario del yo que muchos psicoterapeutas aceptan de buen grado. Se han realizado numerosos estudios que han respaldado la teoría psicoanalítica que afirma que el asesinato, los traumas infantiles y los abusos sexuales pueden reprimirse durante un periodo de tiempo y luego recuperarse en terapia.
Los recuerdos reprimidos pueden influir en el comportamiento de forma inconsciente, manifestándose en nuestras discusiones, sueños y reacciones emocionales. Un ejemplo de represión sería un niño maltratado por sus padres, que más tarde no recuerda nada de lo sucedido, pero tiene problemas para entablar relaciones. Freud propuso el psicoanálisis como método de tratamiento para los recuerdos reprimidos. El objetivo del tratamiento era devolver los recuerdos, miedos y pensamientos reprimidos al nivel consciente de la conciencia.

## Supresión
La supresión del pensamiento se refiere a los esfuerzos conscientes y deliberados para restringir los pensamientos y recuerdos. La supresión está dirigida a un objetivo e incluye estrategias conscientes para olvidar, como los cambios de contexto intencionados. Por ejemplo, si alguien tiene pensamientos desagradables, ideas que no son apropiadas en ese momento o imágenes que pueden instigar comportamientos no deseados, puede intentar pensar en cualquier otra cosa que no sea el pensamiento no deseado para apartarlo de la conciencia.
Para suprimir un pensamiento, hay que (a) planificar la supresión del pensamiento y (b) llevar a cabo ese plan suprimiendo todas las demás manifestaciones del pensamiento, incluido el plan original. La supresión del pensamiento parece implicar un estado de saber y no saber a la vez. Cabe suponer que la supresión del pensamiento es una tarea difícil e incluso larga. Incluso cuando se suprimen los pensamientos, éstos pueden volver a la conciencia con una mínima instigación. Por eso la supresión también se ha asociado al trastorno obsesivo-compulsivo.

### Olvido dirigido
Artículo principal: Supresión del pensamiento
La supresión engloba el término olvido dirigido, también conocido como olvido intencionado. Este término se refiere al olvido que se inicia por un objetivo consciente de olvidar. El olvido intencionado es importante a nivel individual: suprimir un recuerdo desagradable de un trauma o una pérdida especialmente dolorosa.
El paradigma del olvido dirigido es un término psicológico que significa que la información puede olvidarse siguiendo instrucciones. Existen dos métodos del paradigma del olvido dirigido: el método del ítem y el método de la lista. En ambos métodos, se indica a los participantes que olviden algunos elementos (los elementos que deben olvidarse) y que recuerden otros (los elementos que deben recordarse).
En el método de olvido dirigido por ítems, se presenta a los participantes una serie de ítems aleatorios que deben recordar y olvidar. Después de cada ítem, se les indica que lo recuerden o lo olviden. Después de la fase de estudio, en la que se pide a los participantes que recuerden u olviden subconjuntos de los ítems, se les hace una prueba con todas las palabras presentadas. Los participantes no sabían que se les haría una prueba con los ítems que debían olvidar. El recuerdo de las palabras que deben olvidarse suele verse significativamente afectado en comparación con el de las palabras que deben recordarse. El efecto de olvido dirigido también se ha demostrado en pruebas de reconocimiento. Por este motivo, los investigadores creen que el método de los ítems afecta a la codificación episódica.
En el procedimiento del método de la lista, las instrucciones para olvidar se dan sólo después de haber presentado la mitad de la lista. Estas instrucciones se dan una vez a mitad de la lista y otra al final de la misma. Se les dice a los participantes que la primera lista que tenían que estudiar era sólo una lista de práctica y que centren su atención en la lista siguiente. Después de que los participantes hayan realizado la fase de estudio de la primera lista, se les presenta una segunda lista. A continuación, se realiza una prueba final, a veces sólo para la primera lista y otras veces para ambas. Se pide a los participantes que recuerden todas las palabras que han estudiado. Cuando se les dice a los participantes que son capaces de olvidar la primera lista, recuerdan menos de esta lista y recuerdan más de la segunda. El olvido dirigido por el método de la lista demuestra la capacidad de reducir intencionadamente la recuperación de la memoria. Para apoyar esta teoría, los investigadores realizaron un experimento en el que pidieron a los participantes que registraran en un diario 2 acontecimientos únicos que les ocurrieran cada día durante un periodo de 5 días. Después de esos cinco días, se pidió a los participantes que recordaran u olvidaran los sucesos de esos días. A continuación, se les pidió que repitieran el proceso durante otros cinco días, tras los cuales se les pidió que recordaran todos los sucesos de ambas semanas, independientemente de las instrucciones anteriores. Los participantes que formaban parte del grupo de olvido tenían peor recuerdo de la primera semana que de la segunda.
Existen dos teorías que pueden explicar el olvido dirigido: la hipótesis de la inhibición de la recuperación y la hipótesis del cambio de contexto.
La hipótesis de la inhibición de la recuperación afirma que la instrucción de olvidar la primera lista dificulta el recuerdo de los elementos de la lista uno. Esta hipótesis sugiere que el olvido dirigido sólo reduce la recuperación de los recuerdos no deseados, sin causar un daño permanente. Si olvidamos elementos intencionadamente, es difícil recordarlos, pero se reconocen si se presentan de nuevo.
La hipótesis del cambio de contexto sugiere que las instrucciones para olvidar separan mentalmente los elementos que se deben olvidar. Se sitúan en un contexto diferente al de la segunda lista. El contexto mental del sujeto cambia entre la primera y la segunda lista, pero el contexto de la segunda lista permanece. Esto afecta a la capacidad de recordar la primera lista.

## Amnésia psicógena
Artículo principal: Amnesia psicógena
El olvido motivado engloba el término amnesia psicógena, que se refiere a la incapacidad de recordar experiencias pasadas de información personal, debido a factores psicológicos más que a disfunciones biológicas o daños cerebrales.
La amnesia psicógena no forma parte del marco teórico de Freud. Los recuerdos siguen existiendo enterrados profundamente en la mente, pero pueden resurgir en cualquier momento por sí solos o por estar expuestos a un desencadenante en el entorno de la persona. La amnesia psicógena suele darse en casos en los que se produce un olvido profundo y sorprendente de partes de la vida personal, mientras que el olvido motivado incluye ejemplos más cotidianos en los que las personas olvidan recuerdos desagradables de un modo que no requeriría una evaluación clínica.

### Fuga psicógena
Artículo principal: Estado de fuga
La fuga psicógena, una forma de amnesia psicógena, es un trastorno disociativo DSM-IV en el que las personas olvidan su historia personal, incluida su identidad, durante un periodo de horas a días tras un traumatismo. Los antecedentes de depresión, así como el estrés, la ansiedad o los traumatismos craneoencefálicos pueden provocar estados de fuga. Cuando la persona se recupera, es capaz de recordar su historia personal, pero tiene amnesia para los acontecimientos que tuvieron lugar durante el estado de fuga.

## Neurobiología

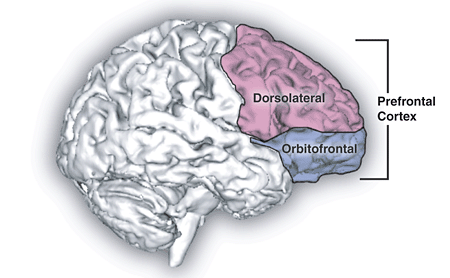
Corteza prefrontal

El olvido motivado se produce como resultado de la actividad que tiene lugar en el córtex prefrontal. Esto se descubrió realizando pruebas a sujetos mientras se les realizaba una resonancia magnética funcional del cerebro. La corteza prefrontal está formada por la corteza cingulada anterior, el surco intraparietal, la corteza dorsolateral prefrontal y la corteza prefrontal ventrolateral. Estas áreas también están asociadas con la detención de acciones no deseadas, lo que confirma la hipótesis de que la supresión de recuerdos y acciones no deseados sigue un proceso inhibitorio similar. También se sabe que estas regiones tienen funciones ejecutivas dentro del cerebro.
El córtex cingulado anterior tiene funciones relacionadas con la motivación y la emoción. El surco intraparietal posee funciones que incluyen la coordinación entre la percepción y las actividades motoras, la atención visual, el procesamiento numérico simbólico, la memoria de trabajo visoespacial, y la determinación de la intención en las acciones de otros organismos. El córtex prefrontal dorsolateral planifica actividades cognitivas complejas y procesa la toma de decisiones.
La otra estructura cerebral clave implicada en el olvido motivado es el hipocampo, responsable de la formación y el recuerdo de los recuerdos. Cuando se pone en marcha el proceso de olvido motivado, es decir, cuando intentamos suprimir activamente nuestros recuerdos no deseados, el córtex prefrontal muestra una actividad mayor que la de referencia, al tiempo que suprime la actividad del hipocampo. Se ha propuesto que las áreas ejecutivas que controlan la motivación y la toma de decisiones disminuyen el funcionamiento del hipocampo para detener la rememoración de los recuerdos seleccionados que el sujeto ha sido motivado a olvidar[40].

## Ejemplos

### Guerra

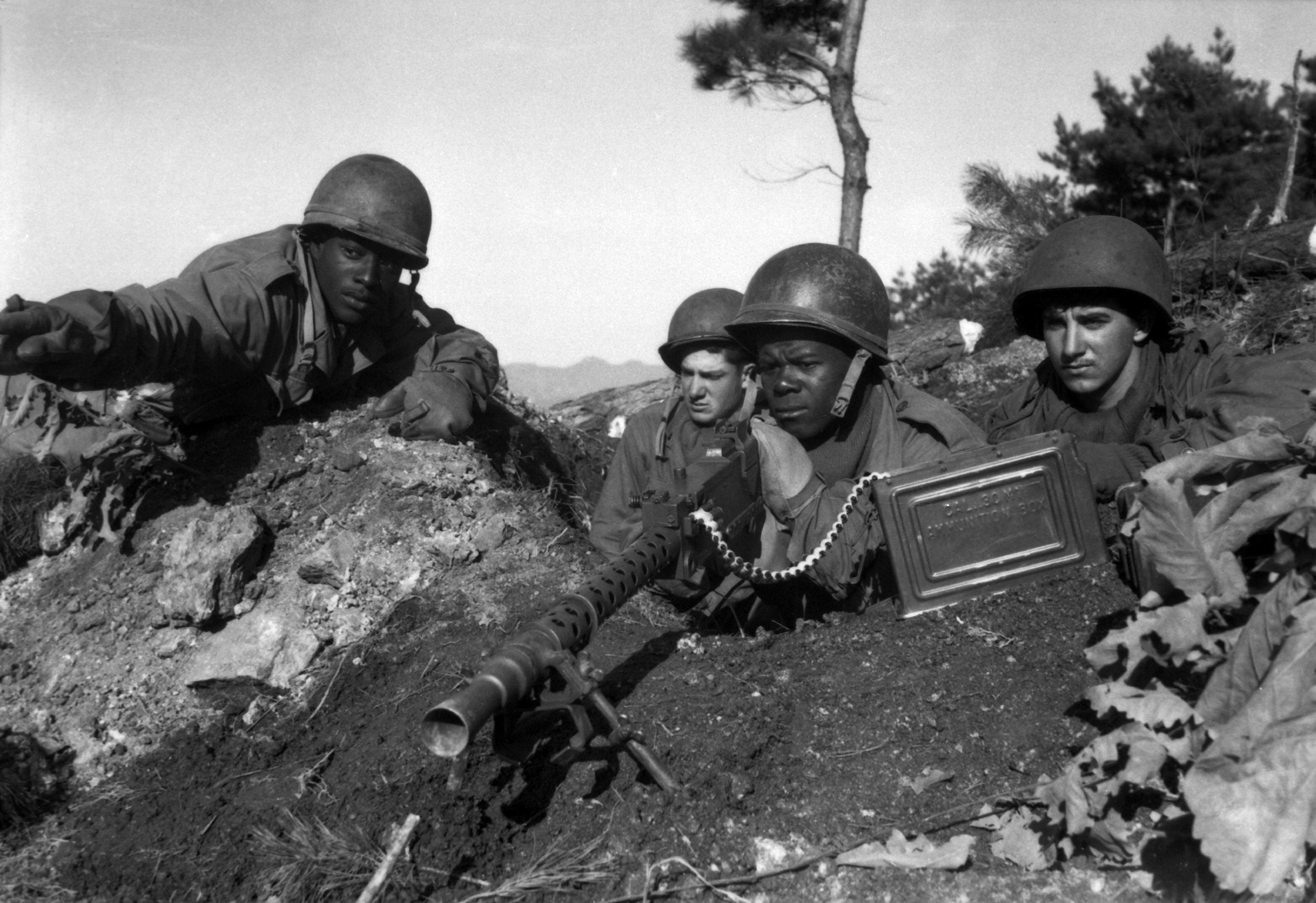
Soldados estadounidenses en el frente de batalla de la guerra de Corea.

El olvido motivado ha sido un aspecto crucial del estudio psicológico relacionado con experiencias traumatizantes como la violación, la tortura, la guerra, los desastres naturales y el homicidio. Algunos de los primeros casos documentados de supresión y represión de la memoria se refieren a veteranos de la Segunda Guerra Mundial. El número de casos de olvido motivado fue elevado en tiempos de guerra, debido principalmente a factores asociados con las dificultades de la vida en las trincheras, las lesiones y la neurosis de guerra. En la época en que se documentaron muchos de estos casos, había recursos médicos limitados para tratar el bienestar mental de muchos de estos soldados. También había una menor comprensión de los aspectos de la supresión y represión de la memoria.

#### Caso de un soldado (1917)
La represión de los recuerdos era el tratamiento prescrito por muchos médicos y psiquiatras, y se consideraba eficaz para la gestión de estos recuerdos. Por desgracia, los traumas de muchos soldados eran demasiado vívidos e intensos para ser tratados de esta manera, como se describe en el diario del Dr. Rivers. Un soldado, que ingresó en el hospital tras perder el conocimiento por la explosión de un proyectil, tenía un comportamiento agradable. Esto se vio perturbado por sus repentinos ataques de depresión que ocurrían aproximadamente cada 10 días. Esta intensa depresión, que desembocó en sentimientos suicidas, le incapacitó para volver a la guerra. Pronto se hizo evidente que estos síntomas se debían a los pensamientos reprimidos del paciente y a su temor a volver a la guerra. El Dr. Smith sugirió a este paciente que se enfrentara a sus pensamientos y se permitiera afrontar sus sentimientos y ansiedades. Aunque esto provocó que el soldado adoptara un estado mucho menos alegre, sólo experimentó un pequeño episodio más de depresión.

### Abuso
Se han descrito muchos casos de olvido motivado en relación con recuerdos recuperados de abusos en la infancia. Muchos casos de maltrato, sobre todo los perpetrados por familiares o figuras de autoridad, pueden conducir a la supresión y represión de la memoria durante periodos de tiempo variables. Un estudio indica que el 31% de las víctimas de abusos eran conscientes de que habían olvidado al menos en parte los abusos sufridos y una colaboración de siete estudios ha demostrado que entre una octava y una cuarta parte de las víctimas de abusos tienen periodos de desconocimiento total (amnesia) del incidente o de la serie de sucesos. Existen muchos factores asociados con el olvido de los abusos, entre los que se incluyen: edad más temprana al inicio, amenazas/emociones intensas, más tipos de abusos y mayor número de abusadores. La recuperación inducida se ha demostrado en el 90% de los casos, normalmente con un acontecimiento específico que desencadena el recuerdo. Por ejemplo, se ha demostrado que el retorno de los recuerdos de incesto se produce por programas de televisión sobre el incesto, la muerte del perpetrador, el abuso del propio hijo del sujeto y ver el lugar del abuso. En un estudio realizado por Herman y Schatzow, se encontraron pruebas confirmatorias de la misma proporción de individuos con recuerdos continuos de abuso que aquellos individuos que habían recuperado recuerdos. El 74% de los casos de cada grupo fueron confirmados. Los casos de Mary de Vries y Claudia muestran ejemplos de recuerdos recuperados confirmados de abusos sexuales.

### Controversia jurídica
El olvido motivado y los recuerdos reprimidos se han convertido en un tema muy controvertido dentro del sistema judicial. En la actualidad, los tribunales se ocupan de casos históricos, en particular de un fenómeno relativamente nuevo conocido como abuso sexual infantil histórico (HCSA, por sus siglas en inglés). El HCSA hace referencia a acusaciones de abusos a menores ocurridos varios años antes del momento en el que se están enjuiciando.
A diferencia de la mayoría de los Estados norteamericanos, Canadá, el Reino Unido, Australia y Nueva Zelanda no tienen plazos de prescripción que limiten el enjuiciamiento de delitos históricos. Por lo tanto, los responsables jurídicos de cada caso tienen que evaluar la credibilidad de unas acusaciones que pueden remontarse a muchos años atrás. Es casi imposible aportar pruebas en muchos de estos casos de abusos históricos. Por lo tanto, es extremadamente importante tener en cuenta la credibilidad del testigo y del acusado a la hora de tomar una decisión sobre la culpabilidad del acusado.
Uno de los principales argumentos contra la credibilidad de las acusaciones históricas, que implica la recuperación de recuerdos reprimidos, se encuentra en el síndrome de la falsa memoria. El síndrome de la falsa memoria afirma que, a través de la terapia y el uso de técnicas sugestivas, los clientes llegan a creer erróneamente que sufrieron abusos sexuales cuando eran niños.
En Estados Unidos, el plazo de prescripción exige que las acciones legales se emprendan en un plazo de tres a cinco años a partir del incidente de interés. Se hacen excepciones en el caso de los menores, para los que se dispone hasta los dieciocho años.
Hay muchos factores relacionados con la edad a la que pueden presentarse los casos de abuso infantil. Entre ellos se encuentran los sobornos, las amenazas, la dependencia del agresor y la ignorancia del niño sobre su estado de daño. Todos estos factores pueden llevar a que una persona, que ha sufrido daños, necesite más tiempo para presentar su caso. Como se ha visto en el caso de Jane Doe y Jane Roe, se puede necesitar más tiempo si se han reprimido o suprimido los recuerdos del abuso. En 1981, el estatuto se ajustó para hacer excepciones para aquellas personas que no eran conscientes de que su situación era perjudicial. Esta norma se denominó norma del descubrimiento. Esta regla debe ser utilizada por el tribunal según lo considere necesario el Juez de ese caso.

### Amnesia psicógena
Artículo principal: Amnesia psicógena
Los casos graves de traumatismo pueden provocar amnesia psicógena, o la pérdida de todos los recuerdos ocurridos en torno al suceso.